# Cavillon
Cavillon är en kommun i departementet Somme i regionen Hauts-de-France i norra Frankrike. Kommunen ligger i kantonen Picquigny som tillhör arrondissementet Amiens. År 2022 hade Cavillon 91 invånare.

## Befolkningsutveckling
Antalet invånare i kommunen Cavillon
| Referens: INSEE |